# Паньоль, Марсель
Марсе́ль Паньо́ль (фр. Marcel Pagnol, 28 февраля 1895, Обань, Франция — 18 апреля 1974, Париж, Франция) — французский писатель, драматург и кинорежиссёр и продюсер, первый деятель кинематографа, ставший членом Французской академии (1946).
Стал известен благодаря пьесе Топаз, которая впервые была поставлена в Германии в 1927 году, а затем представлена во Франции в октябре 1928 года. В 1934 году основал в Марселе собственную кинокомпанию и киностудию, после чего снял множество фильмов с выдающимися актёрами того времени — в числе которых Ремю, Фернандель и Пьер Френе — в таких фильмах, как «Анжель» (1934), «Возрождение» (1937) и «Жена пекаря» (1938).
В 1946 году был избран членом Французской академии. После 1956 года отошёл от кино и театра и начал писать цикл «Воспоминания детства», включающий «Слава моего отца» и «Замок моей матери». В 1962 году опубликовал «Воду с холмов» — роман в двух томах: «Жан де Флоретт» и «Манон с источника», вдохновлённый его фильмом «Манон с источника», снятым десятью годами ранее и сыгранной Жаклин Паньоль.
Паньоль, как правило, считается одним из величайших французских писателей XX века и примечателен тем, что преуспел практически во всех жанрах — мемуары, роман, драма и кино.

## Биография

### Ранние годы
Родился 28 февраля 1895 года в Обани, департамент Буш-дю-Рон, на юге Франции, недалеко от города Марселя. Был старшим сыном школьного учителя Жозефа Паньоля и швеи Августины (урождённой Лансо). Был тайно крещён в марсельской церкви Сент-Шарль. Вырос в Марселе вместе с младшими братьями Полем и Рене и младшей сестрой Жермен.

### Школьные годы
В июле 1904 года семья сняла для летнего отдыха Бастид Нёв — дом в сонной провансальской деревне Ла Трей. Это было первое из многих летних пребываний в холмистой местности между Обани и Марселем. Примерно в то же время здоровье Августины, которое никогда не было крепким, стало заметно ухудшаться, и 16 июня 1910 года она умерла от острой пневмонии в возрасте 36 лет. В 1912 году его отец снова женился.
В шестнадцать лет Марсель вместе с друзьями основывал журнал «Фортюнио», наряду с этим группа его единомышленников ставила театральные представления.

### Высшее образование и начало преподавательской деятельности (1913—1922)
В 1913 году, в возрасте 18 лет, Марсель сдал бакалавриат по философии и начал изучать литературу в Университет Экс-ан-Прованса. С началом Первой мировой войны был призван на военную службу в 163-й пехотный полк Ниццы, но в январе 1915 года демобилизован по состоянию здоровья.
2 марта 1916 года женился на Симоне Колен, а в ноябре окончил университет со степенью по английскому языку. Он стал преподавателем английского, работая в различных колледжах и в лицее в Марселе.

## Карьера
В Париже познакомился с молодыми писателями, и совместно с Полем Нивуа в 1924 году написал пьесу «Торговцы славой». Успех к нему пришёл только после пьесы «Топаз», созданной в 1928 году.
С 1925 по 1938 год был женат на актрисе Оран Демази, в 1933 году у пары родился сын Жан-Пьер Бюргар.
В 1930-е годы он, создав кинокомпанию, снимает трилогию о марсельских рабочих («Мариус» (1931), «Фанни» (1932) и «Сезар» (1936)), основанную на собственных пьесах, а также выпускает две версии «Топаза». «Мариус» был спродюсирован студией «Paramount» и снят Александром Кордой в павильонах городка Жуанвиль (фр. Joinville, Верхняя Марна). Продюсером «Фанни», снятой Марком Аллегре в Бианкуре, выступил сам Паньоль в сотрудничестве с «Établissements Braunberger-Richebé», а фильм «Сезар»  — единственный из этих 3 фильмов, сценарий которого был написан специально для кинопостановки, — выпущен студией «Les Films Marcel Pagnol» без посторонней помощи и снят самим Паньолем в его собственных студийных павильонах в Марселе и на натуре в окрестностях города.
В 1934 году вышел фильм Анжель, поставленный по роману Жана Жионо. Учитывая возросшее мастерство Паньоля, уже в 1934 году известный историк и критик кино Анри Ажель писал: «На сегодняшний день Марсель Паньоль, вероятно, является самым умным человеком во французском кинематографе».
В 1935 году выпустил комедийный фильм «Мерлюсс».
В 1938 году выходит фильм «Жена булочника», имевший определённый успех. В 1940 году заметным событием становится фильм «Дочь землекопа», а в 1946 — «Наис». В 1948 году он снял цветной фильм «Прекрасная мельничиха», в 1951 году — третью версию «Топаза». Последняя работа Паньоля в кино — «Письма с моей мельницы» по рассказам Альфонса Доде (1954).
В 1955 году он возглавлял, а в 1957 и 1966 годах был членом жюри Каннского кинофестиваля. В 1946 году женился вторым браком на актрисе Жаклин Бувье (1920—2016), которую снял в шести своих фильмах.
Марсель Паньоль написал несколько эссе, а также автобиографический роман «Воспоминания детства» (фрагментарно опубликован на русском языке под названием «Детство Марселя»), состоящий из 4-х частей: «Слава моего отца», «Замок моей матери», «Пора тайн» и «Пора любви». Первые две части были начаты в 1955-м и опубликованы в 1957 году, третья часть — в 1960 году. Четвёртая, незаконченная часть, опубликована уже после смерти автора, в 1977 году. Роман посвящён детским годам Паньоля (примерно 1903—1910 гг.), проведённым в Марселе и за городом, на вилле «Новая усадьба». В 1990 году «Слава моего отца» и «Замок моей матери» были экранизированы режиссёром Ивом Робером.
Умер в Париже 18 апреля 1974 года.

## Фильмография

### Режиссёр
- 1933 — Зять господина Пуарье[фр.], по мотивам пьесы Эмиля Ожье
- 1934 — Жофруа
- 1934 — Анжель
- 1934 — Статья 330 (L’article 330), короткометражный фильм по пьесе Жоржа Куртелина
- 1935 — Мерлюсс
- 1936 — Сезар
- 1936 — Топаз[фр.]
- 1937 — Возрождение
- 1938 — Шпунц
- 1938 — Жена пекаря[фр.]
- 1940 — Дочь землекопа[фр.]
- 1941 — Звездная молитва[фр.](не закончен)
- 1945 — Наис[фр.]
- 1948 — Прекрасная мельничиха[фр.]
- 1951 — Топаз[фр.] с Фернанделем, вторая адаптация
- 1952 — Манон с источника[фр.]
- 1954 — Письма с моей мельницы[фр.]

### Сценарист
- 1933 — Зять господина Пуарье
- 1933 — Топаз
- 1933 — Фанни
- 1933 — Агония орлов
- 1933 — Прямо в сердце
- 1934 — Анжела
- 1934 — Жофруа
- 1934 — Чёрный кит
- 1935 — Мерлюсс
- 1936 — Сезар
- 1936 — Топаз
- 1937 — Прилив сил
- 1938 — Жена пекаря
- 1938 — Порт семи морей
- 1939 — Господин Бротонно
- 1940 — Дочь землекопа
- 1941 — Звездная молитва
- 1942 — Umineko no minato
- 1943 — Arlette et l’amour
- 1945 — Наис
- 1949 — Прекрасная мельничиха
- 1950 — Избранник мадам Юссон
- 1951 — Топаз
- 1952 — Манон с источника
- 1953 — Письма с моей мельницы
- 1956 — Фанни
- 1957 — Marius
- 1958 — César
- 1959 — Фанни
- 1960 — Топаз
- 1961 — Мистер Топаз
- 1962 — Дама с камелиями
- 1963 — Топаз
- 1965 — Die Tochter des Brunnenmachers
- 1965 — Merlusse
- 1965 — Alta comedia
- 1966 — Topaze
- 1967 — Der Schpunz
- 1976 — Топаз
- 1986 — Жан де Флорет
- 1986 — Манон с источника
- 1990 — Слава моего отца
- 1990 — Замок моей матери
- 1993 — Bukfenc
- 1998 — Les marchands de gloire
- 1999 — Шпунц
- 1999 — Жена булочника
- 2000 — Марсельская трилогия: Сезар
- 2000 — Марсельская трилогия: Мариус
- 2000 — Марсельская трилогия: Фанни
- 2002 — Заметки о смешном
- 2007 — Время секретов
- 2007 — Пора тайн, пора любви
- 2008 — Фанни
- 2010 — Жена пекаря
- 2011 — Дочь землекопа
- 2013 — Мариус
- 2013 — Фанни
- 2014 — Jules et Marcel
- 2022 — Время секретов
- 2024 — The Magnificent Life of Marcel Pagnol

### Продюсер
- 1931 — Мариус
- 1932 — Фанни
- 1933 — Топаз
- 1934 — Анжела
- 1934 — Тони
- 1934 — Тартарен из Тараскона
- 1936 — Сезар
- 1936 — Топаз
- 1937 — Прилив сил
- 1938 — Жена пекаря
- 1938 — Шпунц
- 1940 — Дочь землекопа
- 1941 — Звездная молитва
- 1942 — Перекресток
- 1951 — Только в Париже
- 1952 — Манон с источника
- 1953 — Карнавал
- 1953 — Письма с моей мельницы

## Награды
- 1939 — Лучший иностранный фильм — «Возрождение», премия Сообщества кинокритиков Нью-Йорка
- 1940 — Лучший иностранный фильм — «Жена пекаря», премия Сообщества кинокритиков Нью-Йорка
- 1950 — Лучший иностранный фильм — «Жофруа», премия Сообщества кинокритиков Нью-Йорка

## Критика
Французский кинокритик Андре Базен так отзывался о творчестве Паньоля:

«Акцент у Паньоля — это не живописная деталь, не элемент местного колорита, а неотъемлемая часть самого текста и, следовательно, персонажей. Его герои обладают им так же естественно, как другие — цветом кожи. Акцент — это сама ткань их языка, его реализм. Поэтому кино Паньоля — полная противоположность театральности; оно через слово вписывается в реалистическую природу кинематографа. […] Паньоль — не драматург, перековавшийся в кинорежиссёра, а один из величайших авторов звукового кино».
«Что такое кино?» (в 4 томах), т. II, «Кино и другие искусства», 1959, Éditions du Cerf.

## Память
Имя Паньоля было присвоено астероиду (10306) Pagnol, открытому в 1990 году.
В 2015 году Паньоль занимал двадцать второе место среди самых почитаемых личностей, чьими именами названы учебные заведения во Франции — как государственные, так и частные: 234 школы, колледжа или лицея носили его имя.